# Надежда (женский футбольный клуб, Воскресенск)
«Надежда» — ранее существовавший российский женский футбольный клуб из города Воскресенск, основан в 1988 году.
В 1989 году «Надежда» сыграла в групповом турнире Чемпионата ВДФСОП. Заняла последнее место. И тем не менее в 1-м Чемпионате СССР команду заявили в Первую лигу.
С 1992 года выступала в первой лиге чемпионата России. Сезон 1994 года оказался последним сезоном выступления воскресенской «Надежды» в первенстве России. Из-за финансовых проблем команда прекратила существование.
Самое крупное поражение в 1993 году со счетом 0:9 от «Лада» (Тольятти).
Самая крупная победа в 1993 году со счетом 3:1 над «Ока» (Кашира).
В сезоне 1994/1995 годов приняли участие в Чемпионате России по мини-футболу.

## Выступления
| Сезон | Турнир | Дивизион | Место    | И  | В | Н | П  | М     | О  | Кубок страны   | Примечание  |
| ----- | ------ | -------- | -------- | -- | - | - | -- | ----- | -- | -------------- | ----------- |
| 1989  | ВДФСОП | первый   | 6 из 6   | 30 | 2 | 5 | 23 | 12—65 | 9  | не проводился  |             |
| 1990  | СССР   | первый   | 7 из 12  | 22 | 6 | 7 | 9  | 14—23 | 19 | не проводился  | [ 1 ]       |
| 1991  | СССР   | первый   | 7 из 8   | 14 | 2 | 2 | 10 | 8—37  | 6  | не участвовал  | [ 2 ]       |
| 1992  | Россия | первый   | 10 из 13 | 24 | 6 | 4 | 14 | 13—32 | 16 | 1/8 финала     | [ 3 ] [ 4 ] |
| 1993  | Россия | первый   | 8 из 11  | 20 | 7 | 3 | 10 | 21-35 | 17 | отборочный тур | [ 5 ] [ 6 ] |
| 1994  | Россия | первый   | 7 из 7   | 12 | 0 | 4 | 8  | 8-26  | 4  | отборочный тур | [ 7 ] [ 8 ] |